# Umspannwerk Büttel

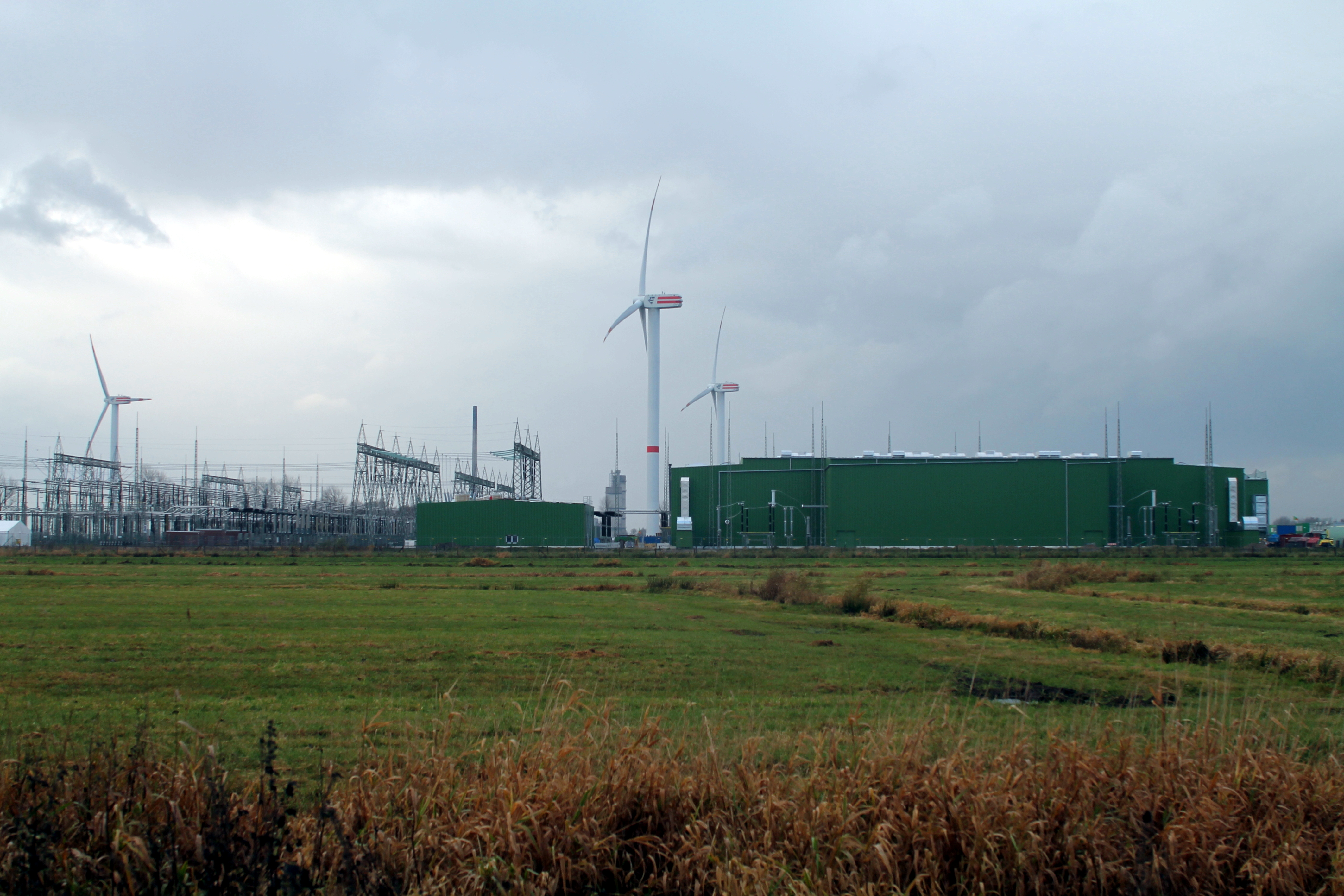
Das Umspannwerk Büttel mit der Halle, in der die Stromrichter untergebracht sind

HGÜ-Leitungen in der Deutschen Bucht

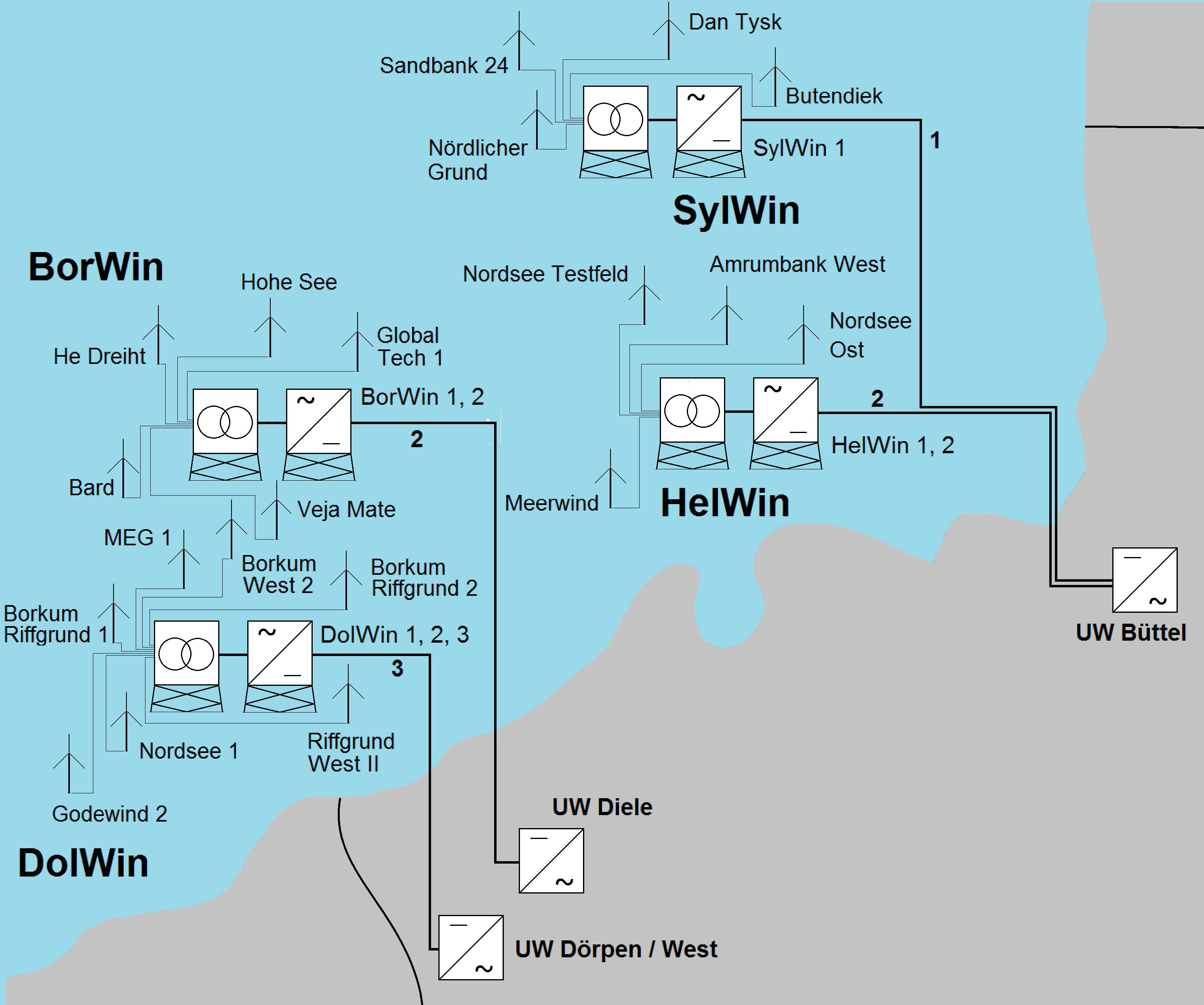
Anbindung des UW Büttel (rechts) an die Offshore-Windpark-Cluster SylWin und HelWin

Das Umspannwerk Büttel ist ein Umspannwerk mit einer integrierten Stromrichterstation (als landseitiger Endpunkt der HGÜ HelWin 1 und 2 sowie SylWin 1 und 2) nördlich von Büttel. Das Werk gehört dem Übertragungsnetzbetreiber Tennet TSO.
Die Station dient der Einspeisung von Strom aus Offshore-Windparks in das Hochspannungsverbundnetz. Hierfür laufen vor Ort die HGÜ-Leitungen der Windpark-Cluster SylWin (Spannung 320 kV) und HelWin (Spannung 250 kV) zusammen.